# Anton Sztáray
Anton Sztáray, né le 16 novembre 1740 à Kaschau dans le royaume de Hongrie et mort le 23 janvier 1808 à Graz en Styrie, est un militaire hongrois au service du Saint-Empire romain germanique. Entré dans l'armée en 1759, il participe aux guerres de la seconde moitié du XVIIIe siècle contre les Prussiens avant d'être promu général durant la guerre de 1788-1791 contre les Turcs. Il prend ensuite une part active à la lutte contre la France révolutionnaire de 1792 à 1800.